# Zygopetalum
Genre
Zygopetalum est un genre de plantes herbacées de la famille des Orchidées, originaire des forêts de moyenne altitude du Pérou et du Brésil.

## Description et biologie
Zygopetalum maculatum fut la première espèce décrite dès 1816 par Karl Sigismund Kunth sous le nom de Dendrobium maculatum (basionyme) mais en 1827, William Jackson Hooker crée le  genre Zygopetalum en attribuant à cette même espèce le nom de Zygopetalum mackayi.
La plupart sont des orchidées épiphytes à croissance sympodiale mais certaines sont terrestres et géophytes. Les feuilles sont longues (environ 30 centimètres) et fines, elles prolongent des pseudobulbes ovoïdes. Les fleurs ont des pétales et sépales vert et brun avec un labelle moucheté blanc et violet ou bleu voir mauve, elles sont généralement parfumées, ce parfum étant proche de celui de la jacinthe.

## Origine du nom de genre
- Le nom Zygon (en grec ancien ζυγόν) ou Joug (jonction, joint) et Petalon (πέταλον) car les pétales et les sépales des fleurs sont soudés au pied de la colonne.
- Le nom viendrait de zygon qui signifie joug et petalum (pétale) car le relief à la base du labelle est en forme de joug.

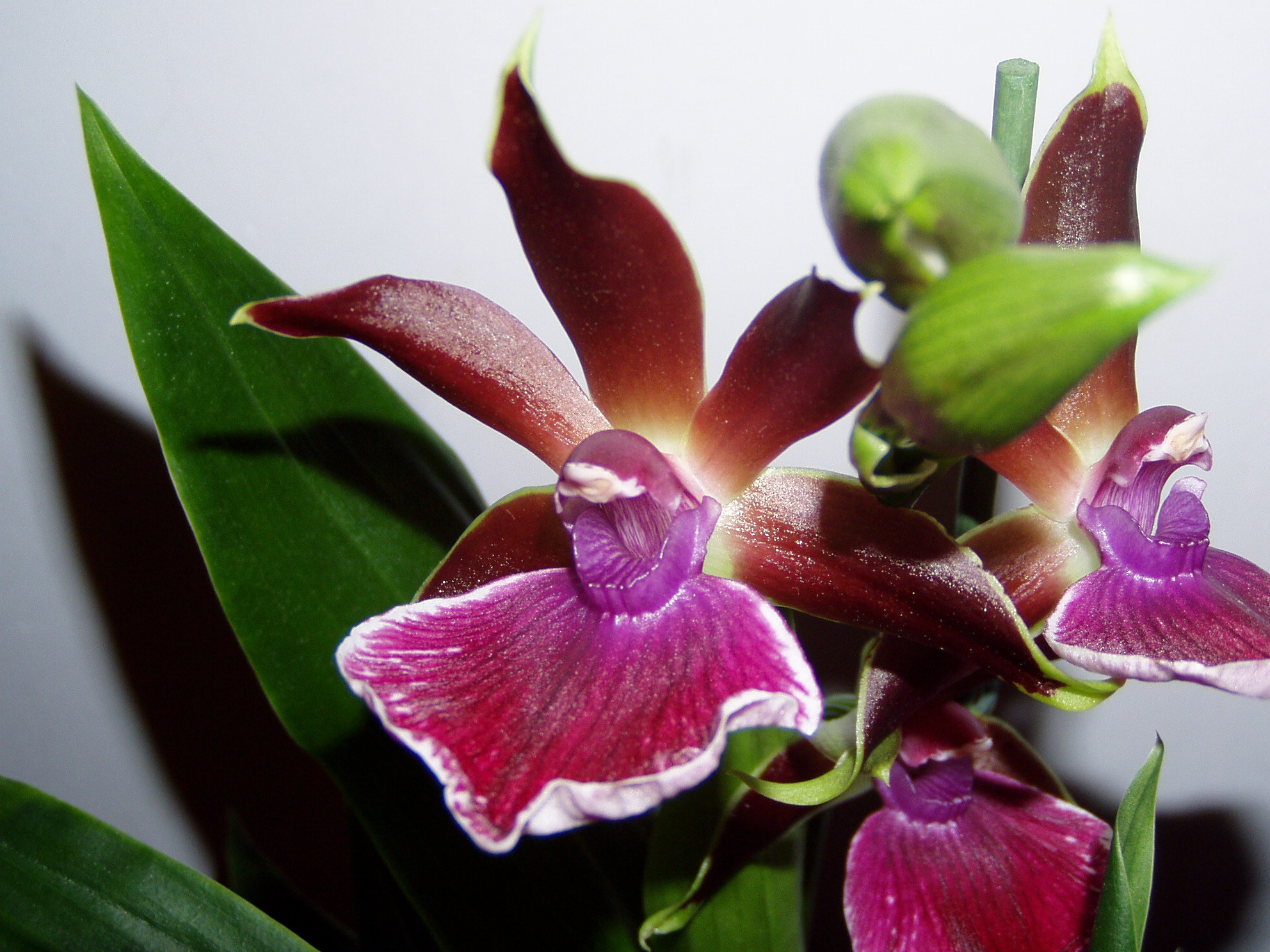
Un cultivar de Zygopetalum

## Les espèces botaniques
15 espèces sont répertoriées au sein de ce genre.
- Les espèces terrestres :
  - Zygopetalum brachypetalum Lindl. (1844).
  - Zygopetalum maculatum (Kunth) Garay (1970). Espèce type
  - Zygopetalum sincoranum V.P.Castro & Campacci (2000).
  - Zygopetalum triste Barb.Rodr. (1877). (parfois lithophyte)
- Les espèces épiphytes :
  - Zygopetalum crinitum Lodd. (1831).
  - Zygopetalum ghillanyi Pabst (1976).
  - Zygopetalum graminifolium Rolfe (1892).
  - Zygopetalum maxillare Lodd. (1832).
  - Zygopetalum microphytum Barb.Rodr. (1877).
  - Zygopetalum pabstii Toscano (1980).
  - Zygopetalum pedicellatum (Sw.) Garay (1973).
  - Zygopetalum reginae Pabst (1976).
  - Zygopetalum rigbyanum Ruschi (1975).
  - Zygopetalum sellowii Rchb.f. in W.G.Walpers (1863).
  - Zygopetalum silvanum V.P.Castro & Campacci (1991).

## Culture
Les espèces de Zygopetalum sont assez aisées à cultiver en appartement. Étant donné sa croissance relativement rapide, il est nécessaire de rempoter chaque année au début du printemps. De plus, la plante n'aime pas être à l'étroit dans son pot, contrairement aux autres orchidées.
- Hygromètrie

Arroser une fois par semaine la surface du substrat, les espèces de Zygopetalum sont assez sensibles à la pourriture, il faut donc ne pas trop arroser. Privilégier une eau non calcaire pour l'arrosage. Une eau de type « Volvic » conviendra parfaitement pour tout type d'orchidées. Idéalement le substrat et donc l'eau d'arrosage doit avoir un pH compris entre 6,2 et 6,8.
Cette orchidée apprécie l'engrais, toutefois ses racines sont très fragiles donc sous-doser l'engrais entre 1/4 et 1/8 de la dose prévue par le fabricant. Une EC comprise entre 600mS et 800mS semble être une bonne valeur.
Toutefois, il faut arrêter de l'engraisser si la plante ne pousse pas.
- Température

La température idéale est de 20-25 °C le jour, et 15 °C la nuit.
Les espèces de Zygopetalum comme les espèces de Cymbidium sont des orchidées de serre froide, et ont besoin de subir en été des écarts de température entre le jour et la nuit, c'est pourquoi il est recommandé de les sortir dehors de mai à octobre et de les placer dans un endroit un peu ombragé.
- Éclairage

Il faut éviter le soleil direct, mais la plante aime beaucoup la lumière.

### Quelques photos

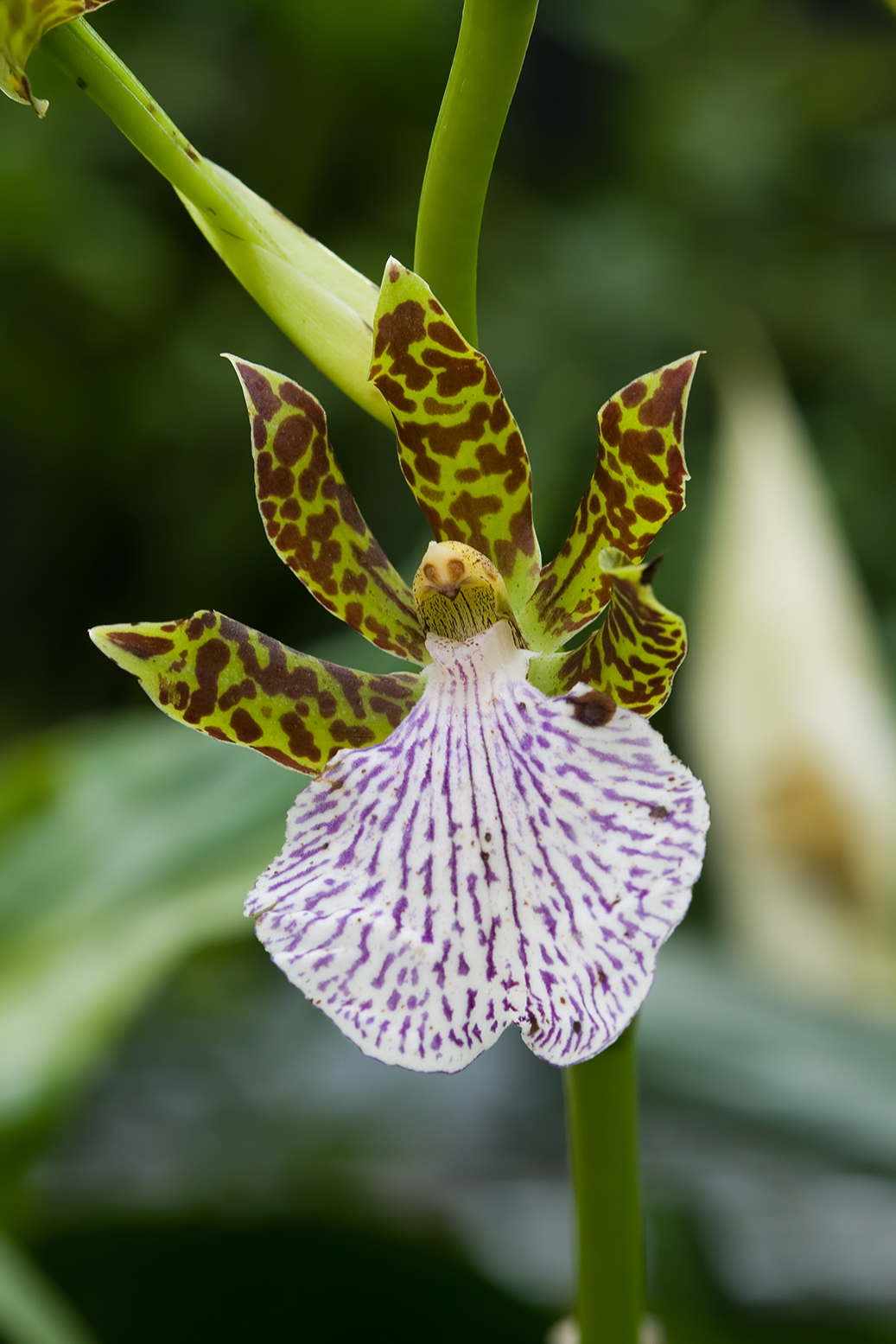
Zygopetalum crinitum.
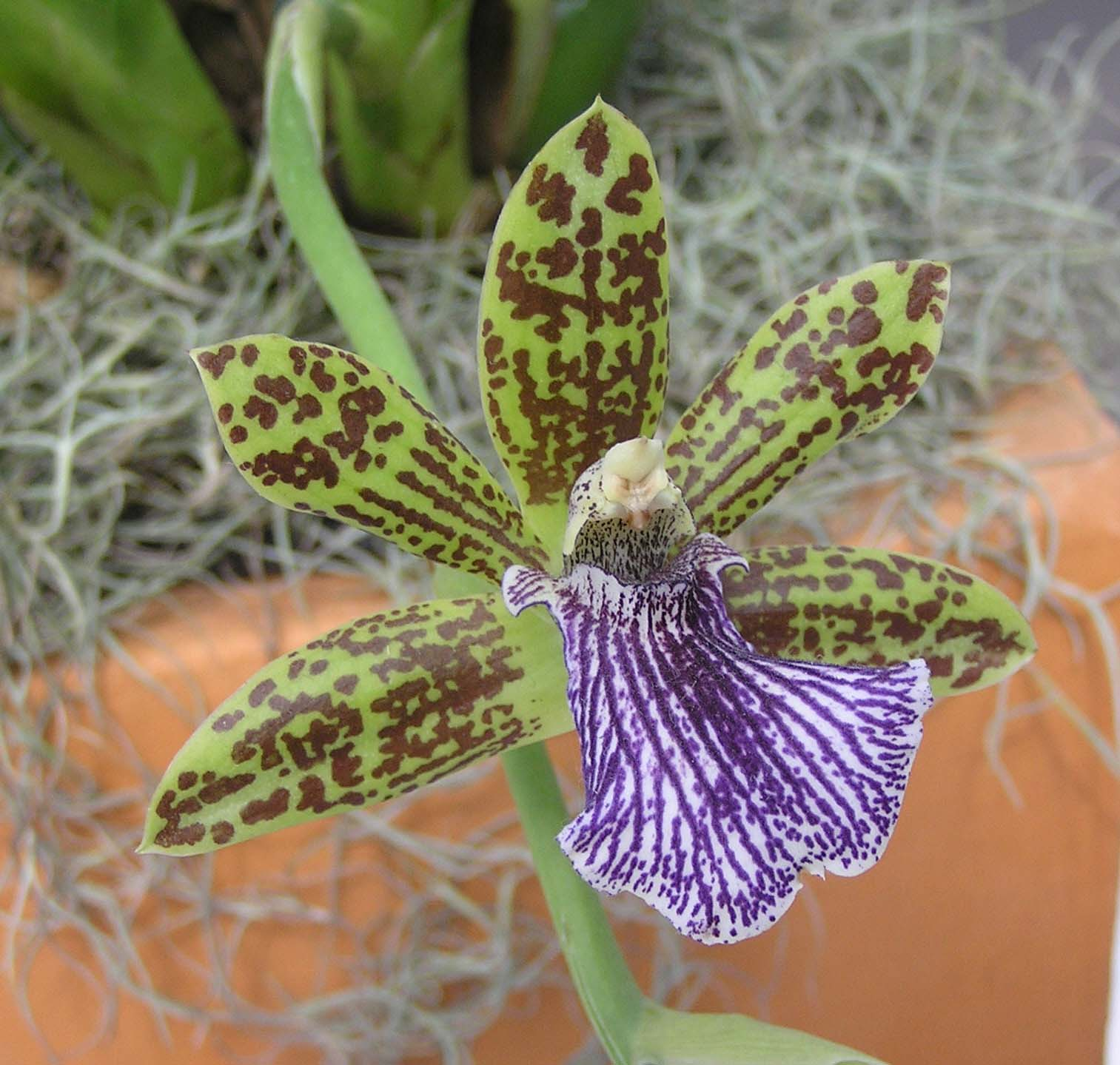
Zygopetalum intermedium, exposition horticole Royal Flora Ratchaphruek, Thaïlande
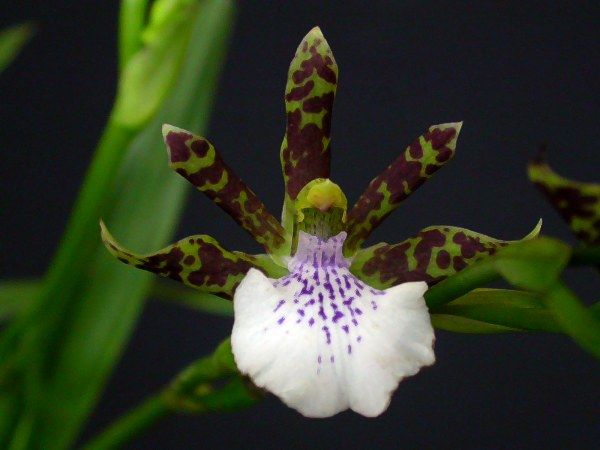
Zygopetalum pedicellatum.
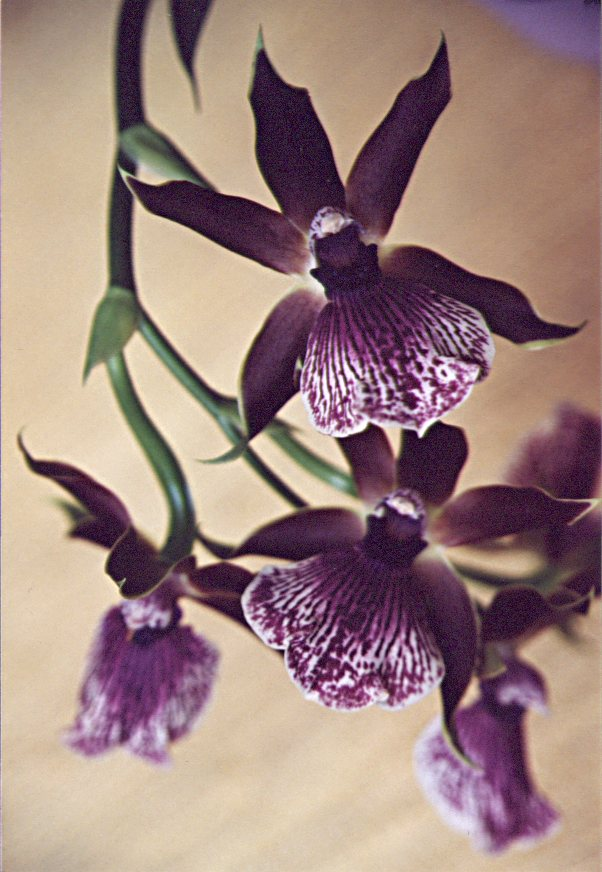
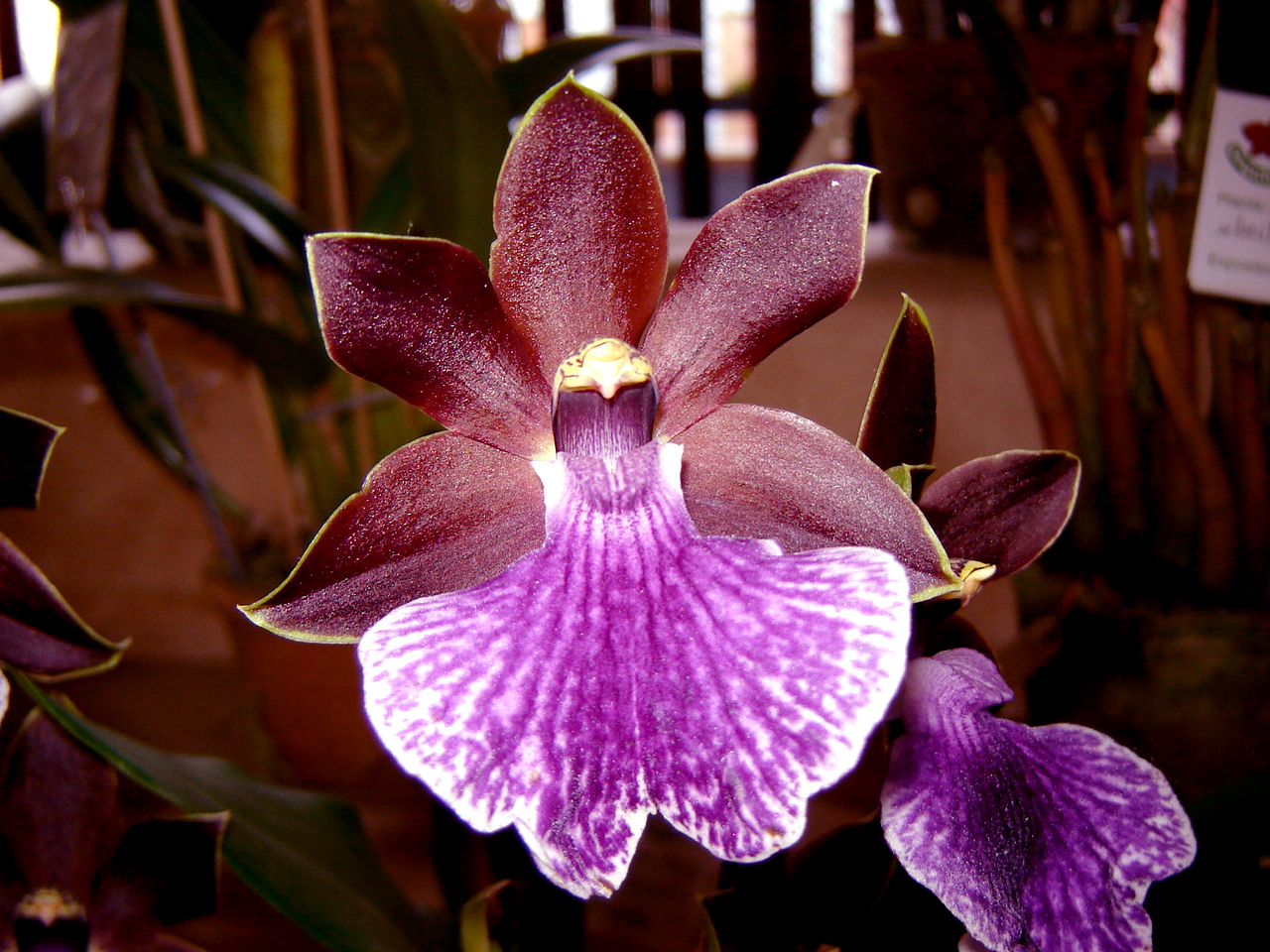
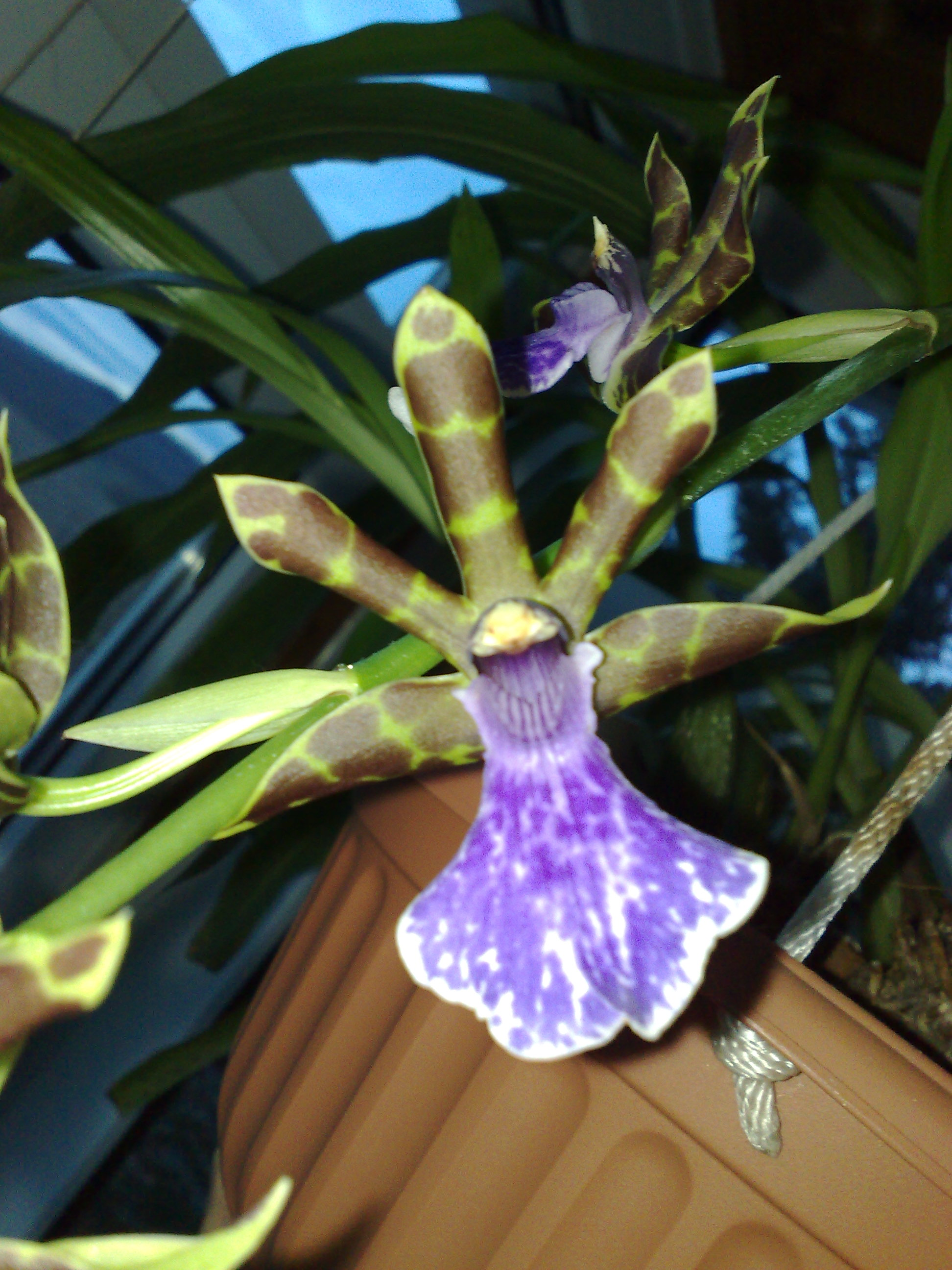
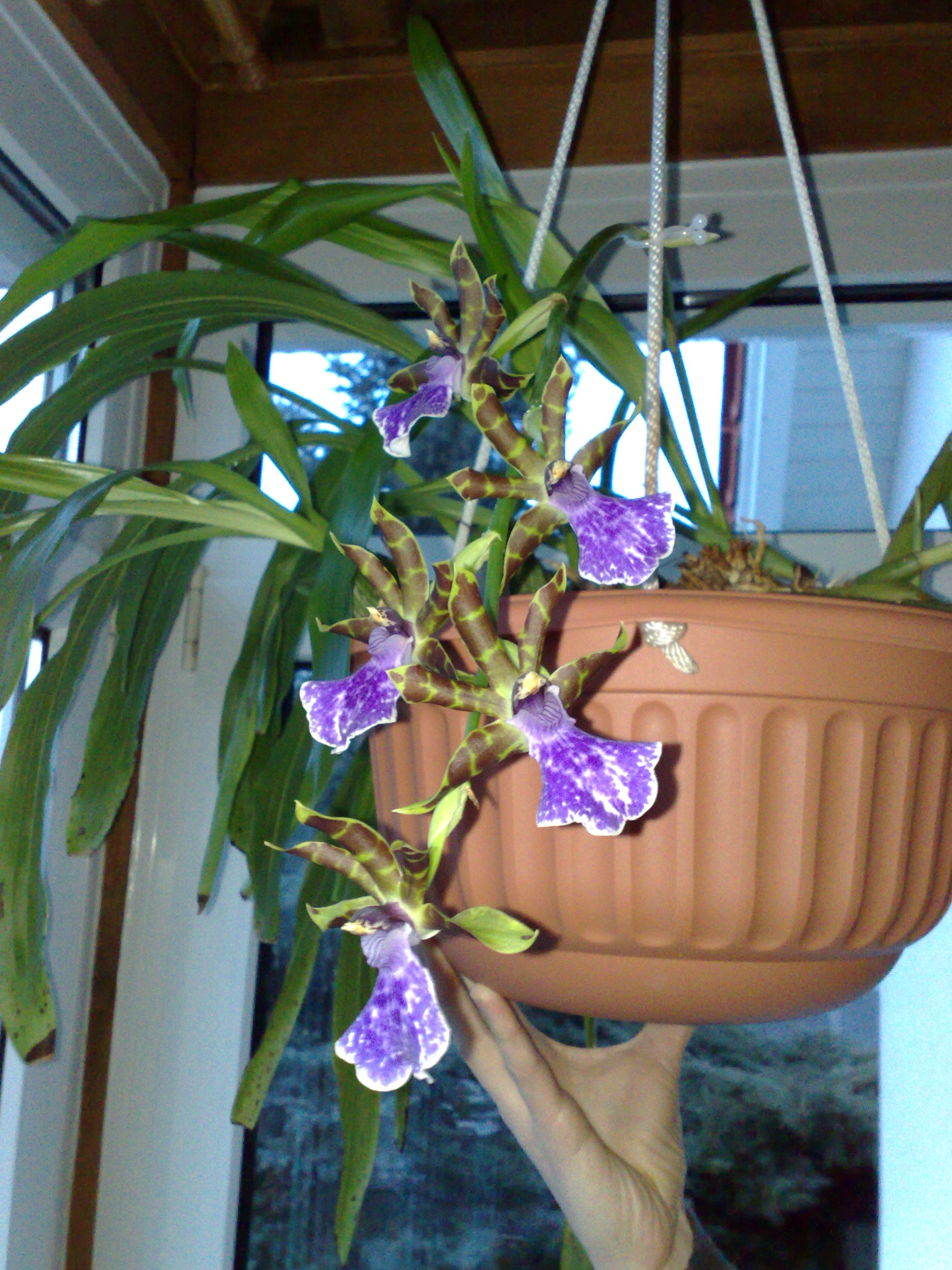
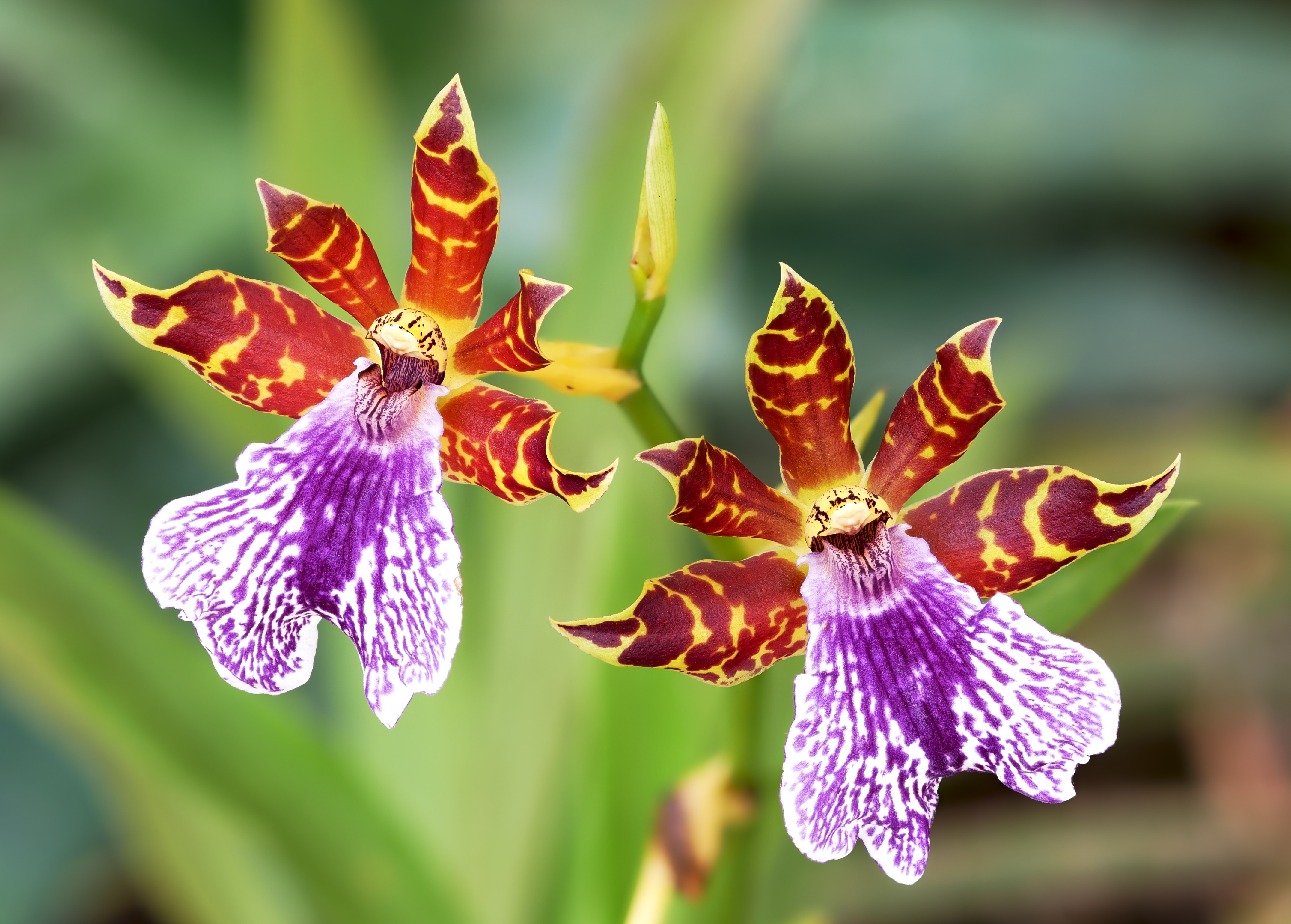
Deux Zygopetalum Dunkle Blüte, au jardin botanique de l'Université de Ljubljana, Slovénie.